# Dorfkirche Hohenölsen

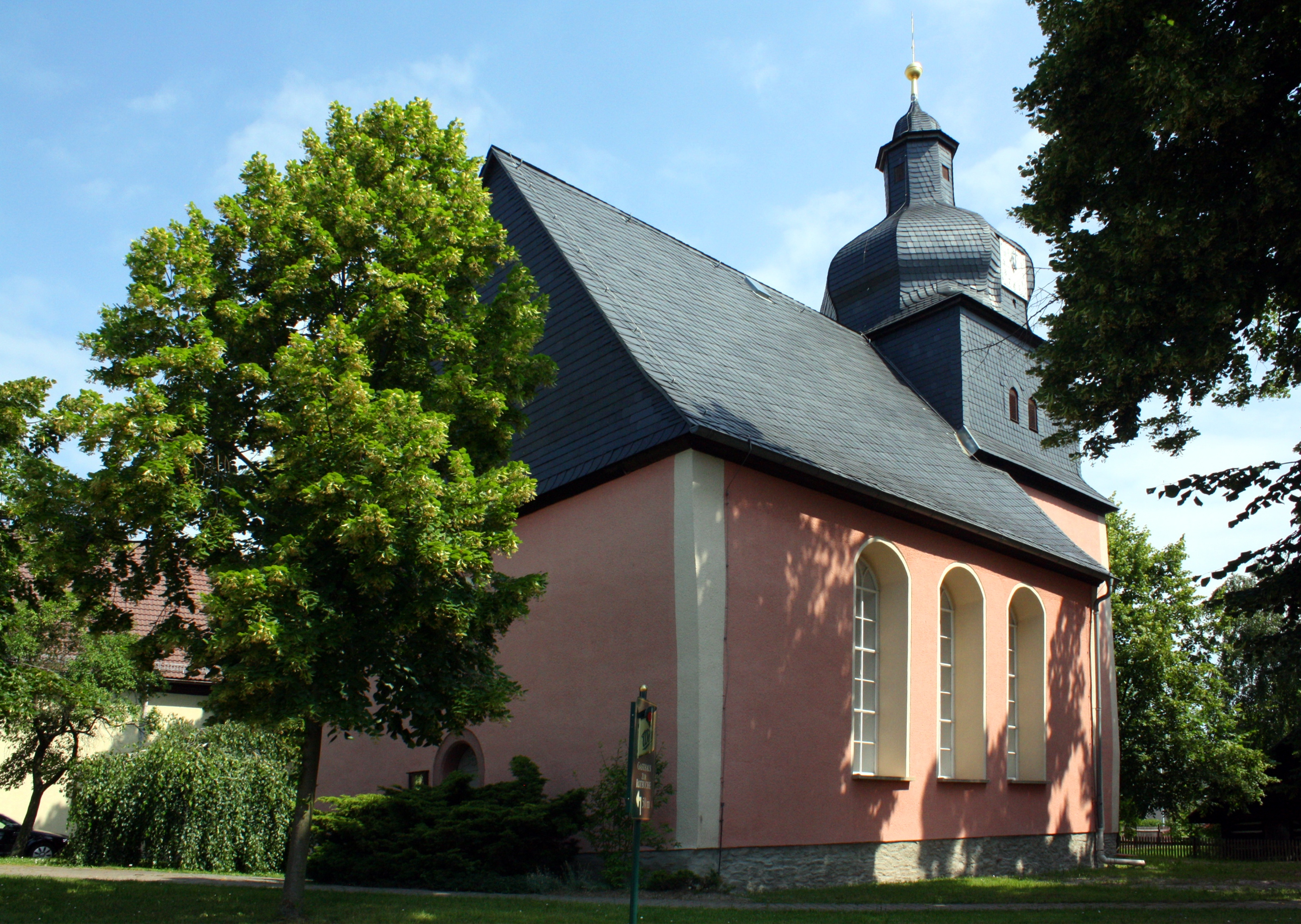
Die Kirche

Die evangelisch-lutherische Dorfkirche Hohenölsen steht im Ortsteil Hohenölsen der Stadt Weida im Landkreis Greiz in Thüringen. Sie gehört zur Kirchengemeinde Weida im Kirchenkreis Gera der Evangelischen Kirche in Mitteldeutschland.

## Geschichte
Die Dorfkirche Hohenölsen ist auf den Grundlagen einer romanischen Chorturmkirche gebaut worden. Der Glockenturm stammt wohl aus dem 14. Jahrhundert. Das Langhaus stammt dem Jahr 1700. Die im Langhaus eingebauten Deckenbalken sind an der Unterseite farbig gestaltet.